# Alloeocarpa loculosa
Alloeocarpa loculosa is een zakpijpensoort uit de familie van de Styelidae. De wetenschappelijke naam van de soort werd in 1974 voor het eerst geldig gepubliceerd door Claude Monniot.